# Danh sách di sản văn hóa Tây Ban Nha được quan tâm ở tỉnh Castellón
Danh sách di sản văn hóa Tây Ban Nha được quan tâm ở Castellón (tỉnh).

## Di tích tại các thành phố khác nhau
| Tên                         | Dạng                                          | Địa điểm               | Tọa độ                                        | Số hồ sơ tham khảo? | Ngày nhận danh hiệu?     | Hình ảnh                                         |
| --------------------------- | --------------------------------------------- | ---------------------- | --------------------------------------------- | ------------------- | ------------------------ | ------------------------------------------------ |
| Cầu Santa Quiteria          | Di tích Kiến trúc dân sự Thời gian: Thế kỷ 13 | Almazora và Villarreal | 39°57′42″B 0°06′59″T / 39,961528°B 0,1165°T   | RI-51-0011536       | ngày 16 tháng 6 năm 2006 | Puente de Santa Quiteria · Upload image          |
| Cầu Nuevo sobre río Mijares | Di tích Kiến trúc dân sự                      | Almazora và Villarreal | 39°57′06″B 0°04′56″T / 39,951615°B 0,082163°T | RI-51-0010554       | ngày 6 tháng 10 năm 2000 | Puente Nuevo sobre el río Mijares · Upload image |

## Di tích theo thành phố

### A

#### Aín(Aín)
| Tên                                                  | Dạng                        | Địa điểm | Tọa độ                                        | Số hồ sơ tham khảo? | Ngày nhận danh hiệu?     | Hình ảnh                          |
| ---------------------------------------------------- | --------------------------- | -------- | --------------------------------------------- | ------------------- | ------------------------ | --------------------------------- |
| Lâu đài Benalí (Lâu đài Benialí hay Lâu đài Benyali) | Di tích Kiến trúc phòng thủ | Ahín     | 39°53′31″B 0°20′51″T / 39,892004°B 0,347368°T | RI-51-0010992       | ngày 25 tháng 6 năm 1985 | Castillo de Benalí · Upload image |

#### Albocàsser(Albocàsser)
| Tên                                       | Dạng                        | Địa điểm                       | Tọa độ                                        | Số hồ sơ tham khảo? | Ngày nhận danh hiệu?     | Hình ảnh                                      |
| ----------------------------------------- | --------------------------- | ------------------------------ | --------------------------------------------- | ------------------- | ------------------------ | --------------------------------------------- |
| Nhà hoang hospedería San Pablo            | Di tích Kiến trúc tôn giáo  | Albocácer                      | 40°20′37″B 0°00′23″T / 40,343667°B 0,00625°T  | RI-51-0004862       | ngày 27 tháng 4 năm 1983 | Ermita hospedería de San Pablo · Upload image |
| Tháp Fonteta (Tháp dels Blanco)           | Di tích Kiến trúc phòng thủ | Albocácer C/ Sant Pau 11       | 40°21′26″B 0°01′21″Đ / 40,357334°B 0,022481°Đ | RI-51-0010970       | ngày 25 tháng 6 năm 1985 | Torre de la Fonteta · Upload image            |
| Tàn tích Lâu đài và tường thành Albocácer |                             | Albocácer                      |                                               | RI-51-0011208       | ngày 25 tháng 6 năm 1985 | Upload image                                  |
| Tháp Falsa                                |                             | Albocácer Inscrito el 27.01.03 |                                               | RI-51-0010975       | ngày 25 tháng 6 năm 1985 | Upload image                                  |
| Nhà trú tạm Mostela                       |                             | Albocácer                      |                                               | RI-51-0009874       | ngày 9 tháng 6 năm 1997  | Upload image                                  |
| Nhà trú tạm Barranc Cabrera               |                             | Albocácer                      |                                               | RI-51-0009884       | ngày 9 tháng 6 năm 1997  | Upload image                                  |
| Centelles (Nhà trú tạm IV)                |                             | Albocácer                      |                                               | RI-51-0009888       | ngày 9 tháng 6 năm 1997  | Upload image                                  |
| Centelles (Nhà trú tạm V)                 |                             | Albocácer                      |                                               | RI-51-0009889       | ngày 9 tháng 6 năm 1997  | Upload image                                  |
| Centelles (Nhà trú tạm I)                 |                             | Albocácer                      |                                               | RI-51-0009885       | ngày 9 tháng 6 năm 1997  | Upload image                                  |
| Centelles (Nhà trú tạm II)                |                             | Albocácer                      |                                               | RI-51-0009886       | ngày 9 tháng 6 năm 1997  | Upload image                                  |
| Centelles (Nhà trú tạm III)               |                             | Albocácer                      |                                               | RI-51-0009887       | ngày 9 tháng 6 năm 1997  | Upload image                                  |
| Cingle dels Tolls Puntal                  |                             | Albocácer                      |                                               | RI-51-0006891       | ngày 8 tháng 9 năm 1989  | Upload image                                  |
| Cingle ermita (Nhà trú tạm IV)            |                             | Albocácer                      |                                               | RI-51-0009878       | ngày 9 tháng 6 năm 1997  | Upload image                                  |
| Cingle ermita. Nhà trú tạm V              |                             | Albocácer                      |                                               | RI-51-0009879       | ngày 9 tháng 6 năm 1997  | Upload image                                  |
| Cingle ermita                             |                             | Albocácer                      |                                               | RI-51-0006890       | ngày 8 tháng 9 năm 1989  | Upload image                                  |
| Cingle ermita (Nhà trú tạm III)           |                             | Albocácer                      |                                               | RI-51-0009877       | ngày 9 tháng 6 năm 1997  | Upload image                                  |
| Cingle ermita (Nhà trú tạm I)             |                             | Albocácer                      |                                               | RI-51-0009875       | ngày 9 tháng 6 năm 1997  | Upload image                                  |
| Cingle ermita (Nhà trú tạm II)            |                             | Albocácer                      |                                               | RI-51-0009876       | ngày 9 tháng 6 năm 1997  | Upload image                                  |
| Cingle Mas Salvador                       |                             | Albocácer                      |                                               | RI-51-0006889       | ngày 8 tháng 9 năm 1989  | Upload image                                  |
| Coveta Montegordo                         |                             | Albocácer                      |                                               | RI-51-0006888       | ngày 8 tháng 9 năm 1989  | Upload image                                  |
| Covetes Puntal (Nhà trú tạm II)           |                             | Albocácer                      |                                               | RI-51-0009890       | ngày 9 tháng 6 năm 1997  | Upload image                                  |
| Covetes Puntal (Nhà trú tạm III)          |                             | Albocácer                      |                                               | RI-51-0009891       | ngày 9 tháng 6 năm 1997  | Upload image                                  |
| Covetes Puntal (Nhà trú tạm IV)           |                             | Albocácer                      |                                               | RI-51-0009892       | ngày 9 tháng 6 năm 1997  | Upload image                                  |
| Covetes Puntal (Nhà trú tạm V)            |                             | Albocácer                      |                                               | RI-51-0009893       | ngày 9 tháng 6 năm 1997  | Upload image                                  |
| Covetes Puntal (Nhà trú tạm I)            |                             | Albocácer                      |                                               | RI-51-0006893       | ngày 8 tháng 9 năm 1989  | Upload image                                  |
| Cueva grande Puntal                       |                             | Albocácer                      |                                               | RI-51-0006892       | ngày 8 tháng 9 năm 1989  | Upload image                                  |
| Mas Salvador (Nhà trú tạm II)             |                             | Albocácer                      |                                               | RI-51-0009880       | ngày 9 tháng 6 năm 1997  | Upload image                                  |
| Mas Salvador (Nhà trú tạm III)            |                             | Albocácer                      |                                               | RI-51-0009881       | ngày 9 tháng 6 năm 1997  | Upload image                                  |
| Mas Salvador (Nhà trú tạm IV)             |                             | Albocácer                      |                                               | RI-51-0009882       | ngày 9 tháng 6 năm 1997  | Upload image                                  |
| Mas Salvador (Nhà trú tạm V)              |                             | Albocácer                      |                                               | RI-51-0009883       | ngày 9 tháng 6 năm 1997  | Upload image                                  |

#### Alcalà de Xivert(Alcalà de Xivert)
| Tên                                        | Dạng | Địa điểm          | Tọa độ | Số hồ sơ tham khảo? | Ngày nhận danh hiệu?     | Hình ảnh                                                                  |
| ------------------------------------------ | ---- | ----------------- | ------ | ------------------- | ------------------------ | ------------------------------------------------------------------------- |
| Lâu đài Chivert                            |      | Alcalá de Chivert |        | RI-51-0010691       | ngày 7 tháng 12 năm 2001 | Castillo de Chivert · Upload image                                        |
| Tháp Ebrí                                  |      | Alcalá de Chivert |        | RI-51-0010692       | ngày 7 tháng 12 năm 2001 | Torre Ebrí · Upload image                                                 |
| Tháp Cap i Corb                            |      | Alcalá de Chivert |        | RI-51-0010694       | ngày 3 tháng 12 năm 2001 | Upload image                                                              |
| Nhà thờ San Juan Bautista (Alcalá Chivert) |      | Alcalá de Chivert |        | RI-51-0012137       | ngày 28 tháng 9 năm 2007 | Iglesia Parroquial de San Juan Bautista y Torre Campanario · Upload image |

#### L'Alcora(l'Alcora)
| Tên               | Dạng                                                           | Địa điểm | Tọa độ                                        | Số hồ sơ tham khảo? | Ngày nhận danh hiệu?     | Hình ảnh                             |
| ----------------- | -------------------------------------------------------------- | -------- | --------------------------------------------- | ------------------- | ------------------------ | ------------------------------------ |
| Lâu đài Alcalatén | Di tích Kiến trúc phòng thủ Thời gian: Thế kỷ 10 đến Thế kỷ 13 | Alcora   | 40°05′33″B 0°11′49″T / 40,092514°B 0,197046°T | RI-51-0010535       | ngày 30 tháng 5 năm 2000 | Castillo de Alcalatén · Upload image |

#### Alcudia de Veo(l'Alcúdia de Veo)
| Tên                               | Dạng                        | Địa điểm       | Tọa độ                                        | Số hồ sơ tham khảo? | Ngày nhận danh hiệu?     | Hình ảnh                                  |
| --------------------------------- | --------------------------- | -------------- | --------------------------------------------- | ------------------- | ------------------------ | ----------------------------------------- |
| Lâu đài Alcudia Veo (Lâu đài Veo) | Di tích Kiến trúc phòng thủ | Alcudia de Veo | 39°55′08″B 0°21′11″T / 39,91892°B 0,352974°T  | RI-51-0011220       | ngày 25 tháng 6 năm 1985 | Castillo de Alcudia de Veo · Upload image |
| Lâu đài Xinquer (Lâu đài Jinquer) | Di tích Kiến trúc phòng thủ | Alcudia de Veo | 39°55′35″B 0°23′30″T / 39,926385°B 0,391715°T | RI-51-0011219       | ngày 25 tháng 6 năm 1985 | Castillo del Xinquer · Upload image       |

#### Alfondeguilla
| Tên            | Dạng | Địa điểm      | Tọa độ | Số hồ sơ tham khảo? | Ngày nhận danh hiệu?     | Hình ảnh     |
| -------------- | ---- | ------------- | ------ | ------------------- | ------------------------ | ------------ |
| Lâu đài Castro |      | Alfondeguilla |        | RI-51-0012108       | ngày 25 tháng 6 năm 1985 | Upload image |

#### Algimia de Almonacid(Algímia d'Almonesir)
| Tên                                        | Dạng                        | Địa điểm                                                | Tọa độ                                      | Số hồ sơ tham khảo? | Ngày nhận danh hiệu?     | Hình ảnh                             |
| ------------------------------------------ | --------------------------- | ------------------------------------------------------- | ------------------------------------------- | ------------------- | ------------------------ | ------------------------------------ |
| Tháp Alfándiga (Lâu đài Algimia Almonacid) | Di tích Kiến trúc phòng thủ | Algimia de Almonacid A unos 2km al este de la población | 39°54′50″B 0°25′34″T / 39,91394°B 0,42622°T | RI-51-0010976       | ngày 25 tháng 6 năm 1985 | Torre de la Alfándiga · Upload image |

#### Almazora(Almassora)
| Tên                         | Dạng        | Địa điểm | Tọa độ                                        | Số hồ sơ tham khảo? | Ngày nhận danh hiệu?     | Hình ảnh     |
| --------------------------- | ----------- | -------- | --------------------------------------------- | ------------------- | ------------------------ | ------------ |
| Recinto Amurallado Almazora | Di tích     | Almazora | 39°56′28″B 0°03′38″T / 39,941229°B 0,060595°T | RI-51-0011238       |                          | Upload image |
| Tàn tích Lâu đài Almazora   | Di tích     | Almazora |                                               | RI-51-0012120       | ngày 25 tháng 6 năm 1985 | Upload image |
| Khu vực Torrelló Boverot    | Khu khảo cổ | Almazora |                                               | RI-55-0000552       | ngày 2 tháng 12 năm 1997 | Upload image |

#### Almedíjar
| Tên                  | Dạng | Địa điểm  | Tọa độ | Số hồ sơ tham khảo? | Ngày nhận danh hiệu?     | Hình ảnh     |
| -------------------- | ---- | --------- | ------ | ------------------- | ------------------------ | ------------ |
| Lâu đài Monte Rodana |      | Almedíjar |        | RI-51-0011218       | ngày 25 tháng 6 năm 1985 | Upload image |
| Castillet, Almedíjar |      | Almedíjar |        | RI-51-0011217       | ngày 25 tháng 6 năm 1985 | Upload image |

#### Almenara, Castellón
| Tên                  | Dạng | Địa điểm                                  | Tọa độ | Số hồ sơ tham khảo? | Ngày nhận danh hiệu?     | Hình ảnh                                      |
| -------------------- | ---- | ----------------------------------------- | ------ | ------------------- | ------------------------ | --------------------------------------------- |
| Lâu đài Almenara     |      | Almenara, Castellón inscrito el 27.0.1.03 |        | RI-51-0010973       | ngày 25 tháng 6 năm 1985 | Castillo de Almenara · Upload image           |
| Tường thành Almenara |      | Almenara, Castellón                       |        | RI-51-0010206       | ngày 18 tháng 5 năm 1998 | Castillo. Murallas de Almenara · Upload image |

#### Altura
| Tên                               | Dạng | Địa điểm                                 | Tọa độ                                                                             | Số hồ sơ tham khảo? | Ngày nhận danh hiệu?     | Hình ảnh                                 |
| --------------------------------- | ---- | ---------------------------------------- | ---------------------------------------------------------------------------------- | ------------------- | ------------------------ | ---------------------------------------- |
| Recinto amurallado Altura         |      | Altura                                   |                                                                                    | RI-51-0011350       | ngày 25 tháng 6 năm 1985 | Upload image                             |
| Cartuja Vall Christ               |      | Altura                                   | 39°50′27″B 0°30′29″T / 39,84083333°B 0,508055556°T                                 | RI-51-0011352       | ngày 12 tháng 1 năm 2007 | Cartuja de Vall de Christ · Upload image |
| Masía phòng thủ Cucalón (Altura)  |      | Altura                                   | 39°47′23″B 0°38′09″T / 39,78974°B 0,635919°TMasía phòng thủ Cucalón (Altura))      | 12.07.012-009       |                          | Upload image                             |
| Masía phòng thủ San Juan (Altura) |      | Altura Camino que se dirige hacia Gátova | 39°50′03″B 0°30′32″T / 39,834075°B 0,508758333°TMasía phòng thủ San Juan (Altura)) | 12.07.012-010       |                          | Upload image                             |
| Masía Rodana (Altura)             |      | Altura                                   | 39°48′36″B 0°30′51″T / 39,81011667°B 0,514125°TMasía Rodana (Altura))              | 12.07.012.011       |                          | Upload image                             |

#### Ares del Maestre
| Tên                                 | Dạng | Địa điểm         | Tọa độ | Số hồ sơ tham khảo? | Ngày nhận danh hiệu?     | Hình ảnh                                                           |
| ----------------------------------- | ---- | ---------------- | ------ | ------------------- | ------------------------ | ------------------------------------------------------------------ |
| Abric Barranc Puig I                |      | Ares del Maestre |        | RI-51-0008789       | ngày 20 tháng 9 năm 1994 | Upload image                                                       |
| Abric Barranc Puig II               |      | Ares del Maestre |        | RI-51-0008790       | ngày 20 tháng 9 năm 1994 | Upload image                                                       |
| Abric Mas Blanc                     |      | Ares del Maestre |        | RI-51-0008781       | ngày 20 tháng 9 năm 1994 | Upload image                                                       |
| Abric Mas Cingle                    |      | Ares del Maestre |        | RI-51-0008788       | ngày 20 tháng 9 năm 1994 | Upload image                                                       |
| Abric Mas Molí Darrer               |      | Ares del Maestre |        | RI-51-0008785       | ngày 20 tháng 9 năm 1994 | Upload image                                                       |
| Cireral                             |      | Ares del Maestre |        | RI-51-0008784       | ngày 20 tháng 9 năm 1994 | Upload image                                                       |
| Gravados Racó Molero                |      | Ares del Maestre |        | RI-51-0008786       | ngày 20 tháng 9 năm 1994 | Upload image                                                       |
| Cova Remigia                        |      | Ares del Maestre |        | RI-55-0000065-00001 | ngày 20 tháng 9 năm 1994 | Upload image                                                       |
| Cingle Mola Remigia                 |      | Ares del Maestre |        | RI-55-0000065-00002 | ngày 20 tháng 9 năm 1994 | Upload image                                                       |
| Cova Remigia và Cingle Mola Remigia |      | Ares del Maestre |        | RI-55-0000065       | 08-11-1941               | Upload image                                                       |
| Les Dogues                          |      | Ares del Maestre |        | RI-51-0008782       | ngày 20 tháng 9 năm 1994 | Upload image                                                       |
| Racó Gasparo                        |      | Ares del Maestre |        | RI-51-0008787       | ngày 20 tháng 9 năm 1994 | Upload image                                                       |
| Racó Molero                         |      | Ares del Maestre |        | RI-51-0008783       | ngày 20 tháng 9 năm 1994 | Upload image                                                       |
| Lâu đài Ares                        |      | Ares del Maestre |        | RI-51-0010118       | 09-10-1997               | Castillo de Ares (Ares del Maestre) - RI-51-0010118 · Upload image |
| Tháp Beltrans                       |      | Ares del Maestre |        | RI-51-0009741       | 05-06-1997               | Upload image                                                       |
| Cingle Puig                         |      | Ares del Maestre |        | RI-51-0009894       | ngày 9 tháng 6 năm 1997  | Upload image                                                       |
| Racó Gil                            |      | Ares del Maestre |        | RI-51-0009895       | ngày 9 tháng 6 năm 1997  | Upload image                                                       |
| Villaroges                          |      | Ares del Maestre |        | RI-51-0009896       | ngày 9 tháng 6 năm 1997  | Upload image                                                       |

#### Argelita(Argeleta)
| Tên                                            | Dạng                                             | Địa điểm                                                              | Tọa độ                                        | Số hồ sơ tham khảo? | Ngày nhận danh hiệu?     | Hình ảnh                               |
| ---------------------------------------------- | ------------------------------------------------ | --------------------------------------------------------------------- | --------------------------------------------- | ------------------- | ------------------------ | -------------------------------------- |
| Lâu đài Bou Negre (Lâu đài Bou Negre hay Mola) | Di tích Kiến trúc phòng thủ Thời gian: Thế kỷ 12 | Argelita Montaña en el límite de los términos de Argelita và Ludiente | 40°04′42″B 0°21′11″T / 40,078334°B 0,353065°T | RI-51-0011124       | ngày 25 tháng 6 năm 1985 | Castillo del Buey Negro · Upload image |

#### Artana
| Tên            | Dạng | Địa điểm | Tọa độ | Số hồ sơ tham khảo? | Ngày nhận danh hiệu?     | Hình ảnh     |
| -------------- | ---- | -------- | ------ | ------------------- | ------------------------ | ------------ |
| Lâu đài Artana |      | Artana   |        | RI-51-0011150       | ngày 25 tháng 6 năm 1985 | Upload image |

#### Atzeneta del Maestrat
| Tên              | Dạng | Địa điểm                                                    | Tọa độ | Số hồ sơ tham khảo? | Ngày nhận danh hiệu?     | Hình ảnh     |
| ---------------- | ---- | ----------------------------------------------------------- | ------ | ------------------- | ------------------------ | ------------ |
| Lâu đài Adzaneta |      | Atzeneta del Maestrat Inscrito en el Registro el 27.01.2003 |        | RI-51-0010972       | ngày 25 tháng 6 năm 1985 | Upload image |

#### Ayódar
| Tên            | Dạng | Địa điểm | Tọa độ | Số hồ sơ tham khảo? | Ngày nhận danh hiệu?     | Hình ảnh                          |
| -------------- | ---- | -------- | ------ | ------------------- | ------------------------ | --------------------------------- |
| Lâu đài Ayódar |      | Ayódar   |        | RI-51-0011151       | ngày 25 tháng 6 năm 1985 | Castillo de Ayódar · Upload image |

#### Azuébar(Assuévar)
| Tên                    | Dạng                              | Địa điểm | Tọa độ                                        | Số hồ sơ tham khảo? | Ngày nhận danh hiệu?     | Hình ảnh                           |
| ---------------------- | --------------------------------- | -------- | --------------------------------------------- | ------------------- | ------------------------ | ---------------------------------- |
| Lâu đài Azuébar        | Di tích Kiến trúc phòng thủ       | Azuébar  | 39°50′12″B 0°22′01″T / 39,836667°B 0,367083°T | RI-51-0011565       | ngày 25 tháng 6 năm 1985 | Castillo de Azúebar · Upload image |
| Khu dân cư Peña Ajuerá | Di tích Yacimientos arqueológicos | Azuébar  | 39°48′58″B 0°20′01″T / 39,815976°B 0,333533°T | 12.07.018-006       |                          | Upload image                       |

### B

#### Betxí(Betxí)
| Tên                            | Dạng                                                                   | Địa điểm          | Tọa độ                                        | Số hồ sơ tham khảo? | Ngày nhận danh hiệu? | Hình ảnh                                 |
| ------------------------------ | ---------------------------------------------------------------------- | ----------------- | --------------------------------------------- | ------------------- | -------------------- | ---------------------------------------- |
| Lâu đài Cung điện Condes Arizo | Di tích Kiến trúc phòng thủ Kiểu: Kiến trúc Gothic-Kiến trúc Phục Hưng | Bechí Plaza Mayor | 39°55′44″B 0°11′51″T / 39,928956°B 0,197514°T | RI-51-0009702       | 03-03-1997           | Palacio-castillo de Bechí · Upload image |

#### Bejís
| Tên             | Dạng | Địa điểm | Tọa độ | Số hồ sơ tham khảo? | Ngày nhận danh hiệu?    | Hình ảnh     |
| --------------- | ---- | -------- | ------ | ------------------- | ----------------------- | ------------ |
| Abric Mas Pérez |      | Bejís    |        | RI-51-0009897       | ngày 9 tháng 6 năm 1997 | Upload image |
| Acueducto Bejís |      | Bejís    |        | RI-51-0004870       | 04-05-1983              | Upload image |
| Lâu đài Bejís   |      | Bejís    |        | RI-51-0009597       | 11-02-1997              | Upload image |

#### Benasal
| Tên                          | Dạng | Địa điểm | Tọa độ | Số hồ sơ tham khảo? | Ngày nhận danh hiệu?     | Hình ảnh                                    |
| ---------------------------- | ---- | -------- | ------ | ------------------- | ------------------------ | ------------------------------------------- |
| Lâu đài Corbó                |      | Benasal  |        | RI-51-0010797       | ngày 25 tháng 6 năm 1985 | Upload image                                |
| Recinto Amurallado (Benasal) |      | Benasal  |        | RI-51-0010792       | ngày 25 tháng 6 năm 1985 | Recinto Amurallado (Benasal) · Upload image |
| Tháp Nabàs                   |      | Benasal  |        | RI-51-0010793       | 03-06-2002               | Upload image                                |
| Abric Mas Molí Cova          |      | Benasal  |        | RI-51-0009898       | ngày 9 tháng 6 năm 1997  | Upload image                                |
| Caseta Irene                 |      | Benasal  |        | RI-51-0009899       | ngày 9 tháng 6 năm 1997  | Upload image                                |
| Los Covarxos                 |      | Benasal  |        | RI-51-0008780       | ngày 20 tháng 9 năm 1994 | Upload image                                |
| Joquera                      |      | Benasal  |        | RI-51-0009902       | ngày 9 tháng 6 năm 1997  | Upload image                                |
| Roca Migdia                  |      | Benasal  |        | RI-51-0009900       | ngày 9 tháng 6 năm 1997  | Upload image                                |
| Mas Badenes                  |      | Benasal  |        | RI-51-0009901       | ngày 9 tháng 6 năm 1997  | Upload image                                |
| Racó Nando                   |      | Benasal  |        | RI-51-0008777       | ngày 20 tháng 9 năm 1994 | Upload image                                |
| Roca Senallo                 |      | Benasal  |        | RI-51-0008779       | ngày 20 tháng 9 năm 1994 | Upload image                                |

#### Benicarló
| Tên                               | Dạng | Địa điểm  | Tọa độ | Số hồ sơ tham khảo? | Ngày nhận danh hiệu?     | Hình ảnh                                                                     |
| --------------------------------- | ---- | --------- | ------ | ------------------- | ------------------------ | ---------------------------------------------------------------------------- |
| Tu viện San Francisco (Benicarló) |      | Benicarló |        | RI-51-0012140       | ngày 28 tháng 9 năm 2007 | Antiguo Convento de San Francisco (Benicarló) - RI-51-0012140 · Upload image |
| Nhà Marqués Benicarló             |      | Benicarló |        | RI-51-0012141       | ngày 28 tháng 9 năm 2007 | Casa del Marqués de Benicarló · Upload image                                 |

#### Benicasim
| Tên                | Dạng | Địa điểm                           | Tọa độ                                          | Số hồ sơ tham khảo? | Ngày nhận danh hiệu?     | Hình ảnh                                                                  |
| ------------------ | ---- | ---------------------------------- | ----------------------------------------------- | ------------------- | ------------------------ | ------------------------------------------------------------------------- |
| Lâu đài Montornés  |      | Benicasim Desierto de las Palmas   | 40°03′42″B 40°03′42″Đ / 40,061653°B 40,061653°Đ | RI-51-0010929       | ngày 25 tháng 6 năm 1985 | Castillo de Montornés · Upload image                                      |
| Tháp San Vicente   |      | Benicasim Av. Ferrandis Salador, 1 | 40°02′50″B 0°04′10″Đ / 40,047294°B 0,069517°Đ   | RI-51-0010693       | ngày 3 tháng 12 năm 2001 | Torre de San Vicente Torre de la Olla · Upload image                      |
| Tháp Barón         |      | Benicasim                          | 40°01′43″B 0°01′17″Đ / 40,028627°B 0,021331°Đ   | RI-51-0010925       | ngày 25 tháng 6 năm 1985 | Torre del Barón Mas de la Torre del baró. Más del Palmeral · Upload image |
| Lâu đài Benicassim |      | Benicasim                          |                                                 | RI-51-0011575       | ngày 25 tháng 6 năm 1985 | Upload image                                                              |

#### Borriol
| Tên             | Dạng | Địa điểm                                | Tọa độ                                       | Số hồ sơ tham khảo? | Ngày nhận danh hiệu?     | Hình ảnh                           |
| --------------- | ---- | --------------------------------------- | -------------------------------------------- | ------------------- | ------------------------ | ---------------------------------- |
| Lâu đài Borriol |      | Borriol Inscrito en el R.G. El 27.01.02 | 40°02′44″B 0°04′22″T / 40,045574°B 0,07264°T | RI-51-0010974       | ngày 25 tháng 6 năm 1985 | Castillo de Borriol · Upload image |

#### Burriana(Borriana)
| Tên                                        | Dạng                                              | Địa điểm | Tọa độ                                        | Số hồ sơ tham khảo? | Ngày nhận danh hiệu?     | Hình ảnh                                         |
| ------------------------------------------ | ------------------------------------------------- | -------- | --------------------------------------------- | ------------------- | ------------------------ | ------------------------------------------------ |
| Vương cung thánh đường Salvador (Burriana) | Di tích Kiến trúc tôn giáo Kiểu: Kiến trúc Gothic | Burriana | 39°53′22″B 0°05′02″T / 39,889562°B 0,083828°T | RI-51-0003808       | 24-04-1969               | Iglesia de El Salvador (Burriana) · Upload image |
| Ex-convento Merced                         |                                                   | Burriana |                                               | RI-51-0005025       | 02-02-1982               | Ex-convento de la Merced · Upload image          |
| Tháp Tadeo                                 |                                                   | Burriana |                                               | RI-51-0012326       | ngày 25 tháng 6 năm 1985 | Upload image                                     |
| Quần thể Histórico Burriana                |                                                   | Burriana |                                               | RI-53-0000653       | ngày 28 tháng 9 năm 2007 | Upload image                                     |
| Tháp Carabona                              |                                                   | Burriana |                                               | RI-51-0010939       | 04-12-2002               | Upload image                                     |
| Tháp Mar Tháp Burriana                     |                                                   | Burriana |                                               | RI-51-0012335       | ngày 25 tháng 6 năm 1985 | Torre del Mar Torre Burriana · Upload image      |

### C

#### Cabanes, Castellón
| Tên                                     | Dạng                 | Địa điểm                                                  | Tọa độ                                        | Số hồ sơ tham khảo? | Ngày nhận danh hiệu?     | Hình ảnh                                        |
| --------------------------------------- | -------------------- | --------------------------------------------------------- | --------------------------------------------- | ------------------- | ------------------------ | ----------------------------------------------- |
| Arco romano Cabanes                     |                      | Cabanes, Castellón a 2 km de la localidad                 | 40°09′56″B 0°00′53″Đ / 40,165556°B 0,014722°Đ | RI-51-0000511       | 03-06-1931               | Arco romano de Cabanes · Upload image           |
| Lâu đài Miravet (Cabanes)               |                      | Cabanes, Castellón Solicitud de inscripción el 22.02.2002 | 40°06′15″B 0°04′49″Đ / 40,104167°B 0,080278°Đ | RI-51-0010747       | 22-04-1949               | Castillo Miravet · Upload image                 |
| Lâu đài Albalat (Cabanes)               |                      | Cabanes, Castellón La Ribera de Cabanes                   | 40°10′19″B 0°09′30″Đ / 40,172023°B 0,158204°Đ | RI-51-0010722       | ngày 25 tháng 6 năm 1985 | Upload image                                    |
| Nhà hoang Fortificada Albalat (Cabanes) |                      | Cabanes, Castellón La Ribera de Cabanes                   | 40°10′12″B 0°09′30″Đ / 40,169924°B 0,158408°Đ | RI-51-0011335       | ngày 25 tháng 6 năm 1985 | Ermita Fortificada de Albalat · Upload image    |
| Recinto Amurallado Cabanes              |                      | Cabanes, Castellón                                        |                                               | RI-51-0012336       | ngày 25 tháng 6 năm 1985 | Recinto Amurallado de Cabanes · Upload image    |
| Tháp Carmelet                           | Camino de las Torres | Cabanes, Castellón Solicitud de inscripción el 21.02.2002 | 40°09′28″B 0°09′03″Đ / 40,157759°B 0,15093°Đ  | RI-51-0010750       | 22-04-1949               | Torre Carmelet · Upload image                   |
| Tháp Sal Tháp Cabañas                   |                      | Cabanes, Castellón Solicitud de inscripción 22.02.02      | 40°08′07″B 0°09′59″Đ / 40,135167°B 0,166436°Đ | RI-51-0010751       | 22-04-1949               | Torre de la Sal Torre de Cabañas · Upload image |
| Tháp Carmen                             |                      | Cabanes, Castellón La Ribera de Cabanes                   | 40°09′30″B 0°09′54″Đ / 40,158384°B 0,164883°Đ | RI-51-0010756       | 22-04-2002               | Torre del Carmen · Upload image                 |
| Tháp Gatos                              |                      | Cabanes, Castellón Solicitud de inscripción el 21.02.02   | 40°09′34″B 0°09′06″Đ / 40,159343°B 0,151695°Đ | RI-51-0010753       | 22-04-1949               | Torre dels Gats · Upload image                  |
| Palacio Municipal (Cabanes)             |                      | Cabanes, Castellón                                        |                                               | 12.05.033-009       | 22-04-1949               | Palacio Municipal · Upload image                |

#### Càlig
| Tên        | Dạng | Địa điểm                               | Tọa độ | Số hồ sơ tham khảo? | Ngày nhận danh hiệu? | Hình ảnh     |
| ---------- | ---- | -------------------------------------- | ------ | ------------------- | -------------------- | ------------ |
| Tháp Cálig |      | Càlig Solicitud inscripción 22.02.2002 |        | RI-51-0010765       | 22-04-1949           | Upload image |

#### Castellfort
| Tên                               | Dạng | Địa điểm    | Tọa độ | Số hồ sơ tham khảo? | Ngày nhận danh hiệu?     | Hình ảnh                                        |
| --------------------------------- | ---- | ----------- | ------ | ------------------- | ------------------------ | ----------------------------------------------- |
| Nhà hoang San Pedro (Castellfort) |      | Castellfort |        | RI-51-0012160       | ngày 28 tháng 9 năm 2007 | Ermita de Sant Pere · Upload image              |
| Nhà hoang Virgen Fuente           |      | Castellfort |        | RI-51-0012159       | ngày 28 tháng 9 năm 2007 | Ermita de la Virgen de la Fuente · Upload image |

#### Castellnovo(Castellnou)
| Tên                                         | Dạng                                                      | Địa điểm                                                      | Tọa độ                                        | Số hồ sơ tham khảo? | Ngày nhận danh hiệu? | Hình ảnh                                          |
| ------------------------------------------- | --------------------------------------------------------- | ------------------------------------------------------------- | --------------------------------------------- | ------------------- | -------------------- | ------------------------------------------------- |
| Lâu đài Castellnovo (Lâu đài Beatriz Borja) | Di tích Kiến trúc phòng thủ Thời gian: Romana y musulmana | Castellnovo Sobre la loma de San Cristóbal                    | 39°51′36″B 0°27′25″T / 39,860008°B 0,457075°T | RI-51-0010718       | 22-04-1949           | Castillo y Murallas de Castellnovo · Upload image |
| Tháp Mal Paso                               | Di tích                                                   | Castellnovo Se sitúa un montículo hacia el NE de la población |                                               | RI-51-0010749       | 22-04-1949           | Upload image                                      |

#### Castellón de la Plana
| Tên                                                     | Dạng | Địa điểm                                 | Tọa độ                                        | Số hồ sơ tham khảo? | Ngày nhận danh hiệu?     | Hình ảnh                                                                                                |
| ------------------------------------------------------- | ---- | ---------------------------------------- | --------------------------------------------- | ------------------- | ------------------------ | --- |
| Lonja Cáñamo                                            |      | Castellón de la Plana                    |                                               | RI-51-0012164       | ngày 28 tháng 9 năm 2007 | La Lonja del Cànem (Cáñamo) · Upload image                                                              |
| Tháp Alonso                                             |      | Castellón de la Plana Camino de la Costa | 40°01′16″B 0°03′05″T / 40,021055°B 0,051493°T | RI-51-0012332       |                          | Torreta Alonso · Upload image                                                                           |
| Lâu đài Fadrell                                         |      | Castellón de la Plana                    | 40°02′06″B 0°00′19″T / 40,035°B 0,005278°T    | RI-51-0009255       | 15-11-1996               | Castell Vell · Upload image                                                                             |
| Palacio Municipal (Castellón)                           |      | Castellón de la Plana                    |                                               | RI-51-0012163       | ngày 28 tháng 9 năm 2007 | Edificio Ayuntamiento Casa Ayuntamiento · Upload image                                                  |
| Concatedral Santa María (Castellón)                     |      | Castellón de la Plana                    |                                               | RI-51-0000509       | 03-06-1931               | Iglesia de Santa María la Mayor (Castellón de la Plana) · Upload image                                  |
| Tường Carlista                                          |      | Castellón de la Plana                    |                                               | RI-51-0008996       | 15-12-1994               | Muralla Carlista · Upload image                                                                         |
| Lưu trữ lịch sử Provincial (Castellón Plana)            |      | Castellón de la Plana                    |                                               | RI-AR-0000024       | 10-11-1997               | Upload image                                                                                            |
| Bảo tàng Bellas Artes Castellón                         |      | Castellón de la Plana                    | 39°59′14″B 0°02′11″T / 39,987158°B 0,036395°T | RI-51-0001344       | 01-03-1962               | Museo Provincial de Bellas Artes (Castellón de la Plana) · Upload image                                 |
| Palacio Episcopal Castellón                             |      | Castellón de la Plana                    | 39°59′06″B 0°02′06″T / 39,984894°B 0,035062°T | RI-51-0012165       | ngày 28 tháng 9 năm 2007 | Palacio Espiscopal · Upload image                                                                       |
| Tháp Campanario Fadri                                   |      | Castellón de la Plana                    | 39°59′10″B 0°02′14″T / 39,986187°B 0,03733°T  | RI-51-0012154       | ngày 28 tháng 9 năm 2007 | Torre Campanario El Fadri · Upload image                                                                |
| Parque Ribalta và Quảng trườngs Independencia và Tetuán |      | Castellón de la Plana                    |                                               | RI-53-0000246       | 19-06-1981               | Conjunto Histórico Artístico Parque Ribalta y las Plazas de la Independencia y de Tetuan · Upload image |

#### Catí
| Tên                                                   | Dạng | Địa điểm | Tọa độ | Số hồ sơ tham khảo? | Ngày nhận danh hiệu?     | Hình ảnh     |
| ----------------------------------------------------- | ---- | -------- | ------ | ------------------- | ------------------------ | ------------ |
| Mas Tháp (Catí)                                       |      | Catí     |        | RI-51-0009871       | ngày 9 tháng 6 năm 1997  | Upload image |
| Emblema và inscripción ở casa mercader Jerónimo Martí |      | Catí     |        | RI-51-0011330       | ngày 25 tháng 6 năm 1985 | Upload image |
| Escudo Nhà Abadía Catí                                |      | Catí     |        | RI-51-0011329       | ngày 25 tháng 6 năm 1985 | Upload image |
| Escudo antiguo hospital Catí                          |      | Catí     |        | RI-51-0011333       | ngày 25 tháng 6 năm 1985 | Upload image |
| Quần thể Histórico Artístico (Catí)                   |      | Catí     |        | RI-53-0000603       | 22-10-2004               | Upload image |
| Escudo nobiliario Nhà Sans ở Catí                     |      | Catí     |        | RI-51-0011331       | ngày 25 tháng 6 năm 1985 | Upload image |
| Escudo nobiliario casa ở calle San Juan Catí          |      | Catí     |        | RI-51-0011332       | ngày 25 tháng 6 năm 1985 | Upload image |
| Escudos Nhà thờ Catí                                  |      | Catí     |        | RI-51-0011334       | ngày 25 tháng 6 năm 1985 | Upload image |
| Recinto Amurallado (Catí)                             |      | Catí     |        | RI-51-0011328       | ngày 25 tháng 6 năm 1985 | Upload image |

#### Caudiel
| Tên                   | Dạng | Địa điểm                                  | Tọa độ | Số hồ sơ tham khảo? | Ngày nhận danh hiệu? | Hình ảnh                                  |
| --------------------- | ---- | ----------------------------------------- | ------ | ------------------- | -------------------- | ----------------------------------------- |
| Tháp Molino (Caudiel) |      | Caudiel Inscripción el 3 de junio de 2002 |        | RI-51-0010794       | 22-04-1949           | Torre del Molino (Caudiel) · Upload image |
| Tường thành Caudiel   |      | Caudiel                                   |        | 12.07.043-003       |                      | Upload image                              |

#### Cervera del Maestre(Cervera del Maestrat)
| Tên                                          | Dạng                        | Địa điểm            | Tọa độ                                      | Số hồ sơ tham khảo? | Ngày nhận danh hiệu?     | Hình ảnh                           |
| -------------------------------------------- | --------------------------- | ------------------- | ------------------------------------------- | ------------------- | ------------------------ | ---------------------------------- |
| Lâu đài Cervera (Lâu đài Maestranza Montesa) | Di tích Kiến trúc phòng thủ | Cervera del Maestre | 40°27′14″B 0°16′26″Đ / 40,4538°B 0,273817°Đ | RI-51-0011042       | ngày 25 tháng 6 năm 1985 | Castillo de Cervera · Upload image |
| Tháp và Molino Aceite                        |                             | Cervera del Maestre |                                             | RI-51-0012166       | ngày 28 tháng 9 năm 2007 | Upload image                       |

#### Chert(Xert)
| Tên                                    | Dạng | Địa điểm                 | Tọa độ | Số hồ sơ tham khảo? | Ngày nhận danh hiệu?     | Hình ảnh     |
| -------------------------------------- | ---- | ------------------------ | ------ | ------------------- | ------------------------ | ------------ |
| Tháp Comaro hay dels Pepos             |      | Chert                    |        | RI-51-0012342       | ngày 25 tháng 6 năm 1985 | Upload image |
| Nhà trú tạm Mas Dels Ous               |      | Chert                    |        | RI-51-0009928       | ngày 9 tháng 6 năm 1997  | Upload image |
| Lâu đài Chert                          |      | Chert                    |        | 12.03.052-019       |                          | Upload image |
| Masía Fortificada Tháp Molinàs (Chert) |      | Chert                    |        | 28401               | 19/1/2012                | Upload image |
| Mola Murada (Chert)                    |      | Chert                    |        | 12.03.052-009       |                          | Upload image |
| Recinto Amurallado Chert               |      | Chert                    |        | 12.03.052-008       |                          | Upload image |
| Tháp d'En Roig (Chert)                 |      | Chert                    |        | 12.03.052-006       |                          | Upload image |
| Tháp San Marcos Barcella (Chert)       |      | Chert Paraje La Barsella |        | 12.03.052-004       |                          | Upload image |

#### Chodos(Xodos)
| Tên                                   | Dạng | Địa điểm                            | Tọa độ | Số hồ sơ tham khảo? | Ngày nhận danh hiệu?    | Hình ảnh     |
| ------------------------------------- | ---- | ----------------------------------- | ------ | ------------------- | ----------------------- | ------------ |
| Cova Gargán                           |      | Chodos                              |        | RI-51-0009919       | ngày 9 tháng 6 năm 1997 | Upload image |
| Lâu đài và tường thành Chodos / Xodos |      | Chodos En el centro de la población |        | 28378               | 28-11-2011              | Upload image |

#### Chóvar
| Tên         | Dạng | Địa điểm | Tọa độ                                                    | Số hồ sơ tham khảo? | Ngày nhận danh hiệu? | Hình ảnh     |
| ----------- | ---- | -------- | --------------------------------------------------------- | ------------------- | -------------------- | ------------ |
| Tháp Chóvar |      | Chóvar   | 39°50′41″B 0°19′37″T / 39,844632°B 0,327023°TTháp Chóvar) | 12.07.056-002       |                      | Upload image |

#### Cinctorres
| Tên                     | Dạng | Địa điểm   | Tọa độ | Số hồ sơ tham khảo? | Ngày nhận danh hiệu? | Hình ảnh                          |
| ----------------------- | ---- | ---------- | ------ | ------------------- | -------------------- | --------------------------------- |
| Tháp Moros (Cinctorres) |      | Cinctorres |        | RI-51-0010165       | 31-10-1997           | Torre de los Moros · Upload image |

#### Cirat
| Tên                                      | Dạng                                                          | Địa điểm          | Tọa độ                                        | Số hồ sơ tham khảo? | Ngày nhận danh hiệu?     | Hình ảnh                                                                |
| ---------------------------------------- | ------------------------------------------------------------- | ----------------- | --------------------------------------------- | ------------------- | ------------------------ | ----------------------------------------------------------------------- |
| Lâu đài Cirat                            |                                                               | Cirat             |                                               | RI-51-0011252       | ngày 25 tháng 6 năm 1985 | Upload image                                                            |
| Tháp Cung điện Condes Cirat (Tháp Conde) | Di tích Kiến trúc phòng thủ Thời gian: Thế kỷ 12 và Thế kỷ 13 | Cirat Plaza Mayor | 40°03′18″B 0°27′47″T / 40,054983°B 0,463011°T | RI-51-0011043       | ngày 25 tháng 6 năm 1985 | Torre del Palacio de los Condes de Cirat Torre del Conde · Upload image |
| Lâu đài Tormo                            |                                                               | Cirat             |                                               | 12.08.046-004       |                          | Upload image                                                            |
| Cung điện Condes Cirat                   |                                                               | Cirat             |                                               | 12.08.046-003       |                          | Upload image                                                            |

#### Les Coves de Vinromà
| Tên                                     | Dạng                  | Địa điểm          | Tọa độ                                    | Số hồ sơ tham khảo? | Ngày nhận danh hiệu?    | Hình ảnh                                             |
| --------------------------------------- | --------------------- | ----------------- | ----------------------------------------- | ------------------- | ----------------------- | ---------------------------------------------------- |
| Nhà phòng thủ Templarios (Hang Vinromà) |                       | Cuevas de Vinromá |                                           | 12.05.050-005       |                         | Upload image                                         |
| Tường thành les Vịnh nhỏ Vinromà        |                       | Cuevas de Vinromá |                                           | 12.05.050-004       |                         | Upload image                                         |
| Barranco Valltorta. (Nhà trú tạm I)     | Di tích Nghệ thuật đá | Cuevas de Vinromá | 39°47′24″B 1°02′00″T / 39,79°B 1,033333°T | RI-51-0000282       | 25-04-1924              | Saltadora de la Valltorta. (Abrigo I) · Upload image |
| Calcaes Matá                            |                       | Cuevas de Vinromá |                                           | RI-51-0006901       | ngày 8 tháng 9 năm 1989 | Upload image                                         |
| Calçaes Matá                            |                       | Cuevas de Vinromá |                                           | RI-51-0009903       | ngày 9 tháng 6 năm 1997 | Upload image                                         |
| Cueva alta Llidoner                     |                       | Cuevas de Vinromá |                                           | RI-51-0009904       | ngày 9 tháng 6 năm 1997 | Upload image                                         |
| Saltadora (Nhà trú tạm VI)              |                       | Cuevas de Vinromá |                                           | RI-51-0009905       | ngày 9 tháng 6 năm 1997 | Upload image                                         |
| Saltadora (Nhà trú tạm XIV)             |                       | Cuevas de Vinromá |                                           | RI-51-0009910       | ngày 9 tháng 6 năm 1997 | Upload image                                         |
| Saltadora. (Nhà trú tạm IX)             |                       | Cuevas de Vinromá |                                           | RI-51-0009907       | ngày 9 tháng 6 năm 1997 | Upload image                                         |
| Saltadora. (Nhà trú tạm VII)            |                       | Cuevas de Vinromá |                                           | RI-51-0009906       | ngày 9 tháng 6 năm 1997 | Upload image                                         |
| Saltadora (Nhà trú tạm XII)             |                       | Cuevas de Vinromá |                                           | RI-51-0009908       | ngày 9 tháng 6 năm 1997 | Upload image                                         |
| Saltadora (Nhà trú tạm XIII)            |                       | Cuevas de Vinromá |                                           | RI-51-0009909       | ngày 9 tháng 6 năm 1997 | Upload image                                         |

#### Culla
| Tên                                         | Dạng | Địa điểm                      | Tọa độ | Số hồ sơ tham khảo? | Ngày nhận danh hiệu?     | Hình ảnh                                  |
| ------------------------------------------- | ---- | ----------------------------- | ------ | ------------------- | ------------------------ | ----------------------------------------- |
| Quần thể Histórico (Culla)                  |      | Culla                         |        | RI-53-0000593       | 21-05-2004               | Conjunto Histórico (Culla) · Upload image |
| Lâu đài và Tường (Culla)                    |      | Culla                         |        | RI-51-0010119       | 09-10-1997               | Castillo (Culla) · Upload image           |
| Covassa Molinell                            |      | Culla                         |        | RI-51-0009911       | ngày 9 tháng 6 năm 1997  | Upload image                              |
| Tháp Tháp canh Sant Cristòfol (Culla)       |      | Culla Monte de Sant Cristòfol |        | 12.02.051-002       |                          | Upload image                              |
| Tháp Palomar (Culla)                        |      | Culla Cerca de la localidad   |        | 12.02.051-003       |                          | Torre del palomar (Culla) · Upload image  |
| Tháp Amador (Culla) Tháp Madoc              |      | Culla                         |        | RI-51-0011320       | ngày 25 tháng 6 năm 1985 | Upload image                              |
| Tháp Matella (Culla) Tháp Marquesa Hostalet |      | Culla                         |        | RI-51-0011256       | ngày 25 tháng 6 năm 1985 | Upload image                              |
| Covassa Foieta                              |      | Culla (Alt Maestrat)          |        | RI-51-0008778       | ngày 20 tháng 9 năm 1994 | Upload image                              |

### E

#### El Toro
| Tên                               | Dạng | Địa điểm | Tọa độ | Số hồ sơ tham khảo? | Ngày nhận danh hiệu?     | Hình ảnh                                     |
| --------------------------------- | ---- | -------- | ------ | ------------------- | ------------------------ | -------------------------------------------- |
| Ayuntamiento Toro                 |      | El Toro  |        | RI-51-0011390       | ngày 16 tháng 6 năm 2006 | Ayuntamiento de El Toro · Upload image       |
| Lâu đài Toro                      |      | El Toro  |        | RI-51-0011423       | ngày 25 tháng 6 năm 1985 | Castillo de El Toro (El Toro) · Upload image |
| Delimitación entorno Lâu đài Toro |      | El Toro  |        | RI-51-0011423-00001 | 07-02-2006               | Upload image                                 |
| Lâu đài Toro (toro)               |      | El Toro  |        | RI-51-0011423-00008 |                          | Upload image                                 |

#### Eslida
| Tên            | Dạng                        | Địa điểm | Tọa độ                                        | Số hồ sơ tham khảo? | Ngày nhận danh hiệu?     | Hình ảnh                          |
| -------------- | --------------------------- | -------- | --------------------------------------------- | ------------------- | ------------------------ | --------------------------------- |
| Lâu đài Eslida | Di tích Kiến trúc phòng thủ | Eslida   | 39°52′40″B 0°18′31″T / 39,877726°B 0,308567°T | RI-51-0010994       | ngày 25 tháng 6 năm 1985 | Castillo de Eslida · Upload image |

### F

#### Forcall
| Tên                                                 | Dạng | Địa điểm                                                                        | Tọa độ | Số hồ sơ tham khảo? | Ngày nhận danh hiệu?     | Hình ảnh                                          |
| --------------------------------------------------- | ---- | ------------------------------------------------------------------------------- | ------ | ------------------- | ------------------------ | ------------------------------------------------- |
| Nhà les Escaletes Forcall                           |      | Forcall                                                                         |        | RI-51-0012168       | ngày 28 tháng 9 năm 2007 | Ayuntamiento Casa de les Escaletes · Upload image |
| Bric Mas Barberá                                    |      | Forcall                                                                         |        | RI-51-0009873       | ngày 9 tháng 6 năm 1997  | Upload image                                      |
| Ciudad Amurallada Iberorromana "moleta Dels Frares" |      | Forcall                                                                         |        | RI-51-0010180       | 21-01-1998               | Upload image                                      |
| Escudo heráldico Torre-Palacio Blay Berga Forcall   |      | Forcall Margen derecho del río Morella, en el punto de unión con el Cantavieja  |        | 12.01.061-017       |                          | Upload image                                      |
| Escudo heráldico Cung điện Osset - Miró Forcall     |      | Forcall C/ de los Dolores                                                       |        | 12.01.061-016       |                          | Upload image                                      |
| Fábrica Palos hay Cung điện Berga Forcall           |      | Forcall En el margen derecho del río Morella, en la unión con el río Cantavieja |        | 12.01.061-005       |                          | Upload image                                      |
| Tháp Folch Forcall                                  |      | Forcall Cercana a la población de Villores                                      |        | 12.01.061-013       |                          | Upload image                                      |
| Mas Tháp Amela Forcall                              |      | Forcall Ctra. El Forcall-Zorita, desvío a Villores                              |        | 12.01.061-014       |                          | Upload image                                      |
| Tháp Dionisio Forcall                               |      | Forcall                                                                         |        | 12.01.061-011       |                          | Upload image                                      |
| Tháp Selló Forcall                                  |      | Forcall A mitad de camino entre El Forcall y La Menadella                       |        | 12.01.061-012       |                          | Upload image                                      |
| Tháp Molino hay Masía Tháp Forcall                  |      | Forcall                                                                         |        | 12.01.061-015       |                          | Upload image                                      |
| Tossal Menadella Forcall                            |      | Forcall                                                                         |        | 12.01.061-018       |                          | Upload image                                      |

### G

#### Gaibiel
| Tên             | Dạng                        | Địa điểm                                      | Tọa độ | Số hồ sơ tham khảo?  | Ngày nhận danh hiệu? | Hình ảnh     |
| --------------- | --------------------------- | --------------------------------------------- | ------ | -------------------- | -------------------- | ------------ |
| Lâu đài Gaibiel | Di tích Kiến trúc phòng thủ | Gaibiel Cerro que domina la Rambla de Gaibiel |        | Código 12.07.065-004 |                      | Upload image |
| Tháp Dalt       | Di tích                     | Gaibiel Núcleo urbano                         |        | Código 12.07.065-003 |                      | Upload image |

#### Geldo
| Tên                                                           | Dạng                        | Địa điểm            | Tọa độ                                        | Số hồ sơ tham khảo? | Ngày nhận danh hiệu?     | Hình ảnh                                 |
| ------------------------------------------------------------- | --------------------------- | ------------------- | --------------------------------------------- | ------------------- | ------------------------ | ---------------------------------------- |
| Lâu đài Cung điện Geldo (Lâu đài Cung điện Duques Medinaceli) | Di tích Kiến trúc phòng thủ | Geldo Núcleo urbano | 39°50′16″B 0°28′00″T / 39,837691°B 0,466797°T | RI-51-0011228       | ngày 25 tháng 6 năm 1985 | Castillo Palacio de Geldo · Upload image |

### J

#### Jérica(Xèrica)
| Tên                                                                  | Dạng                                                         | Địa điểm                         | Tọa độ                                        | Số hồ sơ tham khảo? | Ngày nhận danh hiệu?     | Hình ảnh                                             |
| -------------------------------------------------------------------- | ------------------------------------------------------------ | -------------------------------- | --------------------------------------------- | ------------------- | ------------------------ | ---------------------------------------------------- |
| Castillo, ermita San Roque hay Santa Águeda Vieja và cintas murarias |                                                              | Jérica                           |                                               | RI-51-0011455       | ngày 25 tháng 6 năm 1985 | Upload image                                         |
| Quần thể histórico Jérica                                            | Khu phức hợp lịch sử                                         | Jérica                           | 39°54′41″B 0°34′19″T / 39,911387°B 0,571833°T | RI-53-0000604       | 10-12-2004               | Jérica · Upload image                                |
| Ayuntamiento và Bảo tàng municipal Jérica                            | Di tích Bảo tàng                                             | Jérica C/ Historiador Vayo nº 21 | 39°54′44″B 0°34′19″T / 39,91228°B 0,571879°T  | RI-51-0001345       | 01-03-1962               | Museo municipal de Jérica · Upload image             |
| Tháp mudéjar Alcudia (Tháp Alcudia)                                  | Di tích Kiến trúc tôn giáo Kiểu: Kiến trúc Gothic và Mudéjar | Jérica                           | 39°54′40″B 0°34′18″T / 39,911004°B 0,571709°T | RI-51-0004372       | 06-07-1979               | Torre de las Campanas o de la Alcudia · Upload image |
| Tháp Muela (Jérica)                                                  | Di tích Kiến trúc quân sự Kiểu:                              | Jérica                           |                                               | 12.07.071-010       |                          | Upload image                                         |
| Cruz Cubierta (Jérica)                                               | Di tích Cruces de Término Kiểu:                              | Jérica                           |                                               | 12.07.071-015       |                          | Upload image                                         |

### L

#### Lucena del Cid
| Tên                   | Dạng | Địa điểm       | Tọa độ | Số hồ sơ tham khảo? | Ngày nhận danh hiệu? | Hình ảnh     |
| --------------------- | ---- | -------------- | ------ | ------------------- | -------------------- | ------------ |
| Ruínas Ibéricas Foyos |      | Lucena del Cid |        | RI-55-0000020       | 03-06-1931           | Upload image |

### M

#### Matet
| Tên        | Dạng                                             | Địa điểm             | Tọa độ                                        | Số hồ sơ tham khảo? | Ngày nhận danh hiệu? | Hình ảnh                       |
| ---------- | ------------------------------------------------ | -------------------- | --------------------------------------------- | ------------------- | -------------------- | ------------------------------ |
| Tháp Pilón | Di tích Kiến trúc phòng thủ Thời gian: Thế kỷ 11 | Matet Cerro de Matet | 39°56′19″B 0°28′07″T / 39,938611°B 0,468611°T | RI-51-0009951       | 23-06-1997           | Torre del Pilón · Upload image |

#### Moncofa
| Tên                                                                        | Dạng | Địa điểm | Tọa độ | Số hồ sơ tham khảo? | Ngày nhận danh hiệu?     | Hình ảnh     |
| -------------------------------------------------------------------------- | ---- | -------- | ------ | ------------------- | ------------------------ | ------------ |
| Tàn tích Tháp Santa Isabel Carrillo Tháp Moncofa- Tháp Forçada. Tháp Caída |      | Moncofa  |        | RI-51-0011216       | ngày 25 tháng 6 năm 1985 | Upload image |

#### Montanejos
| Tên              | Dạng                        | Địa điểm                      | Tọa độ                                        | Số hồ sơ tham khảo? | Ngày nhận danh hiệu?     | Hình ảnh                           |
| ---------------- | --------------------------- | ----------------------------- | --------------------------------------------- | ------------------- | ------------------------ | ---------------------------------- |
| Lâu đài Alquería | Di tích Kiến trúc phòng thủ | Montanejos La Alquería        |                                               | RI-51-0011254       | ngày 25 tháng 6 năm 1985 | Upload image                       |
| Tháp Montanejos  | Di tích Kiến trúc phòng thủ | Montanejos C/ San Vicente, 42 | 40°04′04″B 0°31′21″T / 40,067702°B 0,522376°T | RI-51-0010999       | ngày 25 tháng 6 năm 1985 | Torre de Montanejos · Upload image |

#### Morella
| Tên | Dạng                              | Địa điểm | Tọa độ                                        | Số hồ sơ tham khảo? | Ngày nhận danh hiệu? | Hình ảnh                                        |
| --- | --------------------------------- | -------- | --------------------------------------------- | ------------------- | -------------------- | ----------------------------------------------- |
| Lâu đài Morella | Di tích Kiến trúc quân sự Lâu đài | Morella  | 40°37′10″B 0°06′06″T / 40,619496°B 0,101735°T | RI-51-0000508       | 03-06-1931           | Murallas y Castillo de Morella · Upload image   |
| Acueducto Morella |                                   | Morella  |                                               | RI-51-0011412       | 22-12-2006           | Acueducto de Morella · Upload image             |
| Cova Llepus |                                   | Morella  |                                               | RI-51-0000279-00005 | 25-04-1924           | Upload image                                    |
| Cova Barranquet |                                   | Morella  |                                               | RI-51-0000279-00003 | 25-04-1924           | Upload image                                    |
| Ciudad Morella |                                   | Morella  |                                               | RI-53-0000067       | 28-10-1965           | Ciudad de Morella · Upload image                |
| Coveta Cornisa |                                   | Morella  |                                               | RI-51-0000279-00002 | 25-04-1924           | Upload image                                    |
| Galeria Alta Masia |                                   | Morella  |                                               | RI-51-0000279-00001 | 25-04-1924           | Upload image                                    |
| Galeria Roure |                                   | Morella  |                                               | RI-51-0000279-00004 | 25-04-1924           | Upload image                                    |
| Galería Alta Masía (001), Coveta Cornisa (002), Cova Barranquet (003), Galería Roure (004), Cova Llepús O Partició (005) |                                   | Morella  |                                               | RI-51-0000279       | 25-04-1924           | Upload image                                    |
| Nhà thờ Santa María (Morella)                                                                                            |                                   | Morella  |                                               | RI-51-0000507       | 03-06-1931           | Iglesia de Santa María (Morella) · Upload image |

### N

#### Navajas(Navaixes)
| Tên                                    | Dạng                         | Địa điểm | Tọa độ                                        | Số hồ sơ tham khảo? | Ngày nhận danh hiệu?     | Hình ảnh                      |
| -------------------------------------- | ---------------------------- | -------- | --------------------------------------------- | ------------------- | ------------------------ | ----------------------------- |
| Tháp Altomira (Navajas) (Tháp Navajas) | Di tích Thời gian: Thế kỷ 11 | Navajas  | 39°52′25″B 0°30′35″T / 39,873515°B 0,509592°T | RI-51-0010908       | ngày 25 tháng 6 năm 1985 | Torre Altomira · Upload image |

#### Nules
| Tên                                                           | Dạng                                           | Địa điểm        | Tọa độ                                        | Số hồ sơ tham khảo? | Ngày nhận danh hiệu?     | Hình ảnh                                                                                    |
| ------------------------------------------------------------- | ---------------------------------------------- | --------------- | --------------------------------------------- | ------------------- | ------------------------ | ------------------------------------------------------------------------------------------- |
| Quần thể Fortificado Mascarell                                | Di tích Kiến trúc phòng thủ Recinto amurallado | Nules Mascarell | 39°51′36″B 0°08′28″T / 39,860053°B 0,141222°T | RI-51-0000655       | 28-03-1995               | Conjunto Fortificado de Mascarell · Upload image                                            |
| Đền và Plazoleta Carmelitas Descalzos Nhà thờ Sagrada Familia |                                                | Nules           |                                               | RI-51-0012180       | ngày 28 tháng 9 năm 2007 | Templo y Plazoleta de los Carmelitas Descalzos Iglesia de la Sagrada Familia · Upload image |

### O

#### Olocau del Rey(Olocau del Rei)
| Tên           | Dạng                                             | Địa điểm       | Tọa độ                                        | Số hồ sơ tham khảo? | Ngày nhận danh hiệu?     | Hình ảnh                         |
| ------------- | ------------------------------------------------ | -------------- | --------------------------------------------- | ------------------- | ------------------------ | -------------------------------- |
| Lâu đài Olcaf | Di tích Kiến trúc phòng thủ Thời gian: Thế kỷ 11 | Olocau del Rey | 40°38′28″B 0°20′38″T / 40,641163°B 0,343983°T | RI-51-0011001       | ngày 25 tháng 6 năm 1985 | Castillo de Olcaf · Upload image |

#### Onda (Castellón)
| Tên               | Dạng                                                    | Địa điểm                | Tọa độ                                        | Số hồ sơ tham khảo? | Ngày nhận danh hiệu?     | Hình ảnh                                          |
| ----------------- | ------------------------------------------------------- | ----------------------- | --------------------------------------------- | ------------------- | ------------------------ | ------------------------------------------------- |
| Onda (Castellón)  | Khu phức hợp lịch sử                                    | Onda                    | 39°57′46″B 0°15′39″T / 39,962666°B 0,26077°T  | RI-53-0000084       | 06-04-1967               | Casco Antiguo de la Ciudad de Onda · Upload image |
| Casona Molí Reixa | Di tích Kiến trúc dân sự                                | Onda C/ de la Cosa nº 2 | 39°57′54″B 0°16′04″T / 39,965044°B 0,267822°T | RI-51-0004714       | 08-10-1982               | Casona del Molí de la Reixa · Upload image        |
| Lâu đài Onda      | Di tích Kiến trúc quân sự Origen: Arquitectura islámica | Onda                    | 39°57′43″B 0°15′35″T / 39,962014°B 0,259677°T | RI-51-0011040       | ngày 25 tháng 6 năm 1985 | Castillo de Onda · Upload image                   |

#### Oropesa del Mar
| Tên                              | Dạng | Địa điểm                       | Tọa độ                                                                    | Số hồ sơ tham khảo? | Ngày nhận danh hiệu?     | Hình ảnh                                   |
| -------------------------------- | ---- | ------------------------------ | ------------------------------------------------------------------------- | ------------------- | ------------------------ | ------------------------------------------ |
| Lâu đài và Tường thành (Oropesa) |      | Oropesa del Mar                | 40°05′33″B 0°08′00″Đ / 40,092519°B 0,133469°Đ                             | RI-51-0010725       | 22-04-1949               | Upload image                               |
| Tháp Colomera (Oropesa)          |      | Oropesa del Mar                | 40°03′25″B 0°06′22″Đ / 40,057082°B 0,106089°Đ                             | RI-51-0010764       | ngày 25 tháng 6 năm 1985 | Torre Colomera · Upload image              |
| Tháp Corda (Oropesa)             |      | Oropesa del Mar                | 40°03′58″B 0°07′30″Đ / 40,066238°B 0,125121°ĐTorre de La Corda (Oropesa)) | RI-51-0010754       | ngày 25 tháng 6 năm 1985 | Torre de La Corda (Oropesa) · Upload image |
| Tháp Rey (Oropesa)               |      | Oropesa del Mar Paseo Marítimo | 40°04′58″B 0°08′45″Đ / 40,082828°B 0,145811°Đ                             | RI-51-0010717       | 22-04-1949               | Torre del Rey (Oropesa) · Upload image     |

### P

#### Palanques
| Tên                              | Dạng | Địa điểm  | Tọa độ | Số hồ sơ tham khảo? | Ngày nhận danh hiệu?    | Hình ảnh     |
| -------------------------------- | ---- | --------- | ------ | ------------------- | ----------------------- | ------------ |
| Cingle Palanques (Nhà trú tạm A) |      | Palanques |        | RI-51-0009912       | ngày 9 tháng 6 năm 1997 | Upload image |

#### Peñíscola
| Tên                              | Dạng                        | Địa điểm                       | Tọa độ                                        | Số hồ sơ tham khảo? | Ngày nhận danh hiệu?     | Hình ảnh                                            |
| -------------------------------- | --------------------------- | ------------------------------ | --------------------------------------------- | ------------------- | ------------------------ | --------------------------------------------------- |
| Lâu đài Cung điện Peñíscola      | Di tích Kiến trúc phòng thủ | Peñíscola                      | 40°21′31″B 0°24′29″Đ / 40,358711°B 0,40799°Đ  | RI-51-0000510       | 03-06-1931               | Castillo Palacio de Peñíscola · Upload image        |
| Peñíscola                        | Khu phức hợp lịch sử        | Peñíscola                      | 40°21′28″B 0°24′26″Đ / 40,357847°B 0,407281°Đ | RI-53-0000142       | 26-10-1972               | Ciudad de Peñíscola · Upload image                  |
| Tháp Badum Tháp Almadum và Torra |                             | Peñíscola Inscrito el 12.09.01 |                                               | RI-51-0010683       | ngày 25 tháng 6 năm 1985 | Torre Badum Torre Almadum y La Torra · Upload image |
| Tháp Nueva Cap Irta              |                             | Peñíscola Cap de Irta          |                                               | RI-51-0010682       | 22-04-1949               | Upload image                                        |

#### Pina de Montalgrao
| Tên            | Dạng | Địa điểm           | Tọa độ | Số hồ sơ tham khảo? | Ngày nhận danh hiệu? | Hình ảnh     |
| -------------- | ---- | ------------------ | ------ | ------------------- | -------------------- | ------------ |
| Tháp Prospinal |      | Pina de Montalgrao |        | RI-51-0010527       | 07-04-2000           | Upload image |

#### Puebla de Arenoso
| Tên            | Dạng | Địa điểm          | Tọa độ | Số hồ sơ tham khảo? | Ngày nhận danh hiệu?     | Hình ảnh     |
| -------------- | ---- | ----------------- | ------ | ------------------- | ------------------------ | ------------ |
| Lâu đài Viñaza |      | Puebla de Arenoso |        | RI-51-0011051       | ngày 25 tháng 6 năm 1985 | Upload image |

#### La Pobla de Benifassà
| Tên                                    | Dạng                                              | Địa điểm            | Tọa độ                                       | Số hồ sơ tham khảo? | Ngày nhận danh hiệu?     | Hình ảnh                                              |
| -------------------------------------- | ------------------------------------------------- | ------------------- | -------------------------------------------- | ------------------- | ------------------------ | ----------------------------------------------------- |
| Tu viện Santa María (Puebla Benifasar) | Di tích Kiến trúc tôn giáo Kiểu: Kiến trúc Gothic | Puebla de Benifasar | 40°40′35″B 0°11′54″Đ / 40,676271°B 0,19822°Đ | RI-51-0000512       | 03-06-1931               | Monasterio de Santa María de Benifasar · Upload image |
| Abric Tenalla                          |                                                   | Puebla de Benifasar |                                              | RI-51-0009872       | ngày 9 tháng 6 năm 1997  | Upload image                                          |
| Cova dels Rossegadors                  |                                                   | Puebla de Benifasar |                                              | RI-51-0008791       | ngày 20 tháng 9 năm 1994 | Upload image                                          |

### S

#### San Mateo (Castellón)
| Tên                                                       | Dạng | Địa điểm              | Tọa độ | Số hồ sơ tham khảo? | Ngày nhận danh hiệu?     | Hình ảnh                                                  |
| --------------------------------------------------------- | ---- | --------------------- | ------ | ------------------- | ------------------------ | --------------------------------------------------------- |
| Abric Mas Roca                                            |      | San Mateo (Castellón) |        | RI-51-0009914       | ngày 9 tháng 6 năm 1997  | Upload image                                              |
| Abric Bonansa                                             |      | San Mateo (Castellón) |        | RI-51-0009915       | ngày 9 tháng 6 năm 1997  | Upload image                                              |
| Nhà thờ Arciprestal San Mateo                             |      | San Mateo (Castellón) |        | RI-51-0000513       | 03-06-1931               | Iglesia Arciprestal de San Mateo · Upload image           |
| Tháp Palomar (San Mateo)                                  |      | San Mateo (Castellón) |        | RI-51-0010534       | ngày 30 tháng 5 năm 2000 | Upload image                                              |
| Cruz Quảng trường Labradores (San Mateo)                  |      | San Mateo (Castellón) |        | RI-51-0011044       | ngày 25 tháng 6 năm 1985 | Cruz de la Plaza de los Labradores · Upload image         |
| Escudo Nhà Abadía                                         |      | San Mateo (Castellón) |        | RI-51-0011049       | ngày 25 tháng 6 năm 1985 | Upload image                                              |
| Quần thể Histórico San Mateo                              |      | San Mateo (Castellón) |        | RI-53-0000564       | 24-09-2002               | Conjunto Histórico de San Mateu · Upload image            |
| Escudo Tháp antiguo Convento Santo Domingo (San Mateo)    |      | San Mateo (Castellón) |        | RI-51-0011047       | ngày 25 tháng 6 năm 1985 | Upload image                                              |
| Escudo calle Historiador Betí                             |      | San Mateo (Castellón) |        | RI-51-0011048       | ngày 25 tháng 6 năm 1985 | Upload image                                              |
| Escudo casa situada ở calle Virgen Pilar nº 5 (San Mateo) |      | San Mateo (Castellón) |        | RI-51-0011045       | ngày 25 tháng 6 năm 1985 | Upload image                                              |
| Escudo Lavadero (San Mateo)                               |      | San Mateo (Castellón) |        | RI-51-0011046       | ngày 25 tháng 6 năm 1985 | Upload image                                              |
| Escudo Cung điện Marqués Villores (San Mateo)             |      | San Mateo (Castellón) |        | RI-51-0011053       | ngày 25 tháng 6 năm 1985 | Escudo del Palacio del Marqués de Villores · Upload image |
| Escudo Puente sobre Río Cung điện (San Mateo)             |      | San Mateo (Castellón) |        | RI-51-0011050       | ngày 25 tháng 6 năm 1985 | Upload image                                              |
| Las Tường thành San Mateo                                 |      | San Mateo (Castellón) |        | RI-51-0010556       | 01-12-2000               | Las Murallas de Sant Mateu · Upload image                 |

#### Santa Magdalena de Pulpis
| Tên                | Dạng                              | Địa điểm                  | Tọa độ                                       | Số hồ sơ tham khảo? | Ngày nhận danh hiệu? | Hình ảnh                          |
| ------------------ | --------------------------------- | ------------------------- | -------------------------------------------- | ------------------- | -------------------- | --------------------------------- |
| Lâu đài Pulpis     | Di tích Kiến trúc quân sự Lâu đài | Santa Magdalena de Pulpis | 40°21′09″B 0°19′22″Đ / 40,352365°B 0,32268°Đ | RI-51-0010720       | 22-04-1949           | Castillo de Pulpis · Upload image |
| Torreón San Millán |                                   | Santa Magdalena de Pulpis |                                              | RI-51-0010719       | 22-04-1949           | Upload image                      |

#### Segorbe(Sogorb)
| Tên                                        | Dạng                                                    | Địa điểm | Tọa độ                                        | Số hồ sơ tham khảo? | Ngày nhận danh hiệu?     | Hình ảnh                                         |
| ------------------------------------------ | ------------------------------------------------------- | -------- | --------------------------------------------- | ------------------- | ------------------------ | ------------------------------------------------ |
| Castillo, acueducto và tường thành Segorbe | Di tích Kiến trúc phòng thủ y civil Thời gian: Trung Cổ | Segorbe  | 39°51′11″B 0°29′25″T / 39,853181°B 0,490342°T | RI-51-0011039       | ngày 25 tháng 6 năm 1985 | Castillo, acueducto y murallas · Upload image    |
| Nhà thờ chính tòa Segorbe                  | Di tích Kiến trúc tôn giáo                              | Segorbe  | 39°51′08″B 0°29′18″T / 39,852278°B 0,48825°T  | RI-51-0009270       | 24-09-2002               | Santa Iglesia Catedral de Segorbe · Upload image |
| Segorbe                                    | Khu phức hợp lịch sử                                    | Segorbe  | 39°51′11″B 0°29′11″T / 39,853057°B 0,486428°T | RI-53-0000565       | 24-02-2002               | Segorbe · Upload image                           |

#### Sot de Ferrer
| Tên                        | Dạng                                                        | Địa điểm                             | Tọa độ                                       | Số hồ sơ tham khảo? | Ngày nhận danh hiệu? | Hình ảnh                                          |
| -------------------------- | ----------------------------------------------------------- | ------------------------------------ | -------------------------------------------- | ------------------- | -------------------- | ------------------------------------------------- |
| Cung điện Señor Sot Ferrer | Di tích Kiến trúc dân sự Thời gian: Thế kỷ 13 đến Thế kỷ 15 | Sot de Ferrer Plaza de la Iglesia, 4 | 39°48′19″B 0°24′46″T / 39,80518°B 0,412688°T | RI-51-0010671       | 14-08-2001           | Palacio del Señor de Sot de Ferrer · Upload image |

### T

#### Tales
| Tên           | Dạng                                             | Địa điểm                             | Tọa độ                                        | Số hồ sơ tham khảo? | Ngày nhận danh hiệu?     | Hình ảnh                         |
| ------------- | ------------------------------------------------ | ------------------------------------ | --------------------------------------------- | ------------------- | ------------------------ | -------------------------------- |
| Lâu đài Tales | Di tích Kiến trúc phòng thủ Thời gian: Thế kỷ 12 | Tales Montaña cercana a la localidad | 39°56′45″B 0°18′33″T / 39,945931°B 0,309179°T | RI-51-0011527       | ngày 25 tháng 6 năm 1985 | Castillo de Tales · Upload image |

#### Tirig
| Tên                              | Dạng | Địa điểm | Tọa độ | Số hồ sơ tham khảo? | Ngày nhận danh hiệu?    | Hình ảnh     |
| -------------------------------- | ---- | -------- | ------ | ------------------- | ----------------------- | ------------ |
| Cingle Mas D'en Josép            |      | Tirig    |        | RI-51-0006899       | ngày 8 tháng 9 năm 1989 | Upload image |
| Cova Alta Llidoner               |      | Tirig    |        | RI-51-0006900       | ngày 8 tháng 9 năm 1989 | Upload image |
| Cova Dels Cavalls                |      | Tirig    |        | RI-51-0000281       | 25-04-1924              | Upload image |
| Cova Arc                         |      | Tirig    |        | RI-51-0006896       | ngày 8 tháng 9 năm 1989 | Upload image |
| Cova Taruga                      |      | Tirig    |        | RI-51-0006898       | ngày 8 tháng 9 năm 1989 | Upload image |
| Cova Rull                        |      | Tirig    |        | RI-51-0006895       | ngày 8 tháng 9 năm 1989 | Upload image |
| Cova dels Tolls Alts             |      | Tirig    |        | RI-51-0006894       | 08-08-1989              | Upload image |
| Vịnh nhỏ Civil (Nhà trú tạm II)  |      | Tirig    |        | RI-51-0009916       | ngày 9 tháng 6 năm 1997 | Upload image |
| Vịnh nhỏ Civil (Nhà trú tạm III) |      | Tirig    |        | RI-51-0009917       | ngày 9 tháng 6 năm 1997 | Upload image |
| Vịnh nhỏ Civil (Nhà trú tạm I)   |      | Tirig    |        | RI-51-0000280       | 25-04-1924              | Upload image |
| L'arc                            |      | Tirig    |        | RI-51-0006897       | ngày 8 tháng 9 năm 1989 | Upload image |
| Mas D'en Josép (Nhà trú tạm II)  |      | Tirig    |        | RI-51-0009918       | ngày 9 tháng 6 năm 1997 | Upload image |

#### Todolella(La Tolella)
| Tên               | Dạng                                             | Địa điểm  | Tọa độ                                        | Số hồ sơ tham khảo? | Ngày nhận danh hiệu? | Hình ảnh                             |
| ----------------- | ------------------------------------------------ | --------- | --------------------------------------------- | ------------------- | -------------------- | ------------------------------------ |
| Lâu đài Todolella | Di tích Kiến trúc phòng thủ Thời gian: Thế kỷ 14 | Todolella | 40°38′51″B 0°14′45″T / 40,647625°B 0,245881°T | RI-51-0009340       | 09-10-1996           | Castillo de Todolella · Upload image |

#### Torralba del Pinar
| Tên                 | Dạng | Địa điểm           | Tọa độ | Số hồ sơ tham khảo? | Ngày nhận danh hiệu?     | Hình ảnh     |
| ------------------- | ---- | ------------------ | ------ | ------------------- | ------------------------ | ------------ |
| Lâu đài Villafaleva |      | Torralba del Pinar |        | RI-51-0012070       | ngày 25 tháng 6 năm 1985 | Upload image |

#### Torreblanca
| Tên                                             | Dạng                        | Địa điểm                         | Tọa độ                                        | Số hồ sơ tham khảo? | Ngày nhận danh hiệu?     | Hình ảnh                                                                        |
| ----------------------------------------------- | --------------------------- | -------------------------------- | --------------------------------------------- | ------------------- | ------------------------ | ------------------------------------------------------------------------------- |
| Calvario và Nhà thờ San Francisco (Torreblanca) |                             | Torreblanca                      |                                               | RI-51-0012182       | ngày 28 tháng 9 năm 2007 | Calvario y primitiva Iglesia Calvario e Iglesia de Sant Francesc · Upload image |
| Tháp Marqués (Torreblanca) (Tháp Marqués)       | Di tích Kiến trúc phòng thủ | Torreblanca                      | 40°12′18″B 0°11′26″Đ / 40,205019°B 0,190417°Đ | RI-51-0010721       | 22-04-1949               | Torre de Doña Blanca · Upload image                                             |
| Tháp Nostra (Torreblanca)                       | Di tích Kiến trúc phòng thủ | Torreblanca Playa de Torrenostra | 40°11′35″B 0°13′17″Đ / 40,193028°B 0,221365°Đ | RI-51-0010724       | 22-04-1949               | Torre Nostra · Upload image                                                     |

#### Torrechiva
| Tên             | Dạng | Địa điểm   | Tọa độ | Số hồ sơ tham khảo? | Ngày nhận danh hiệu?     | Hình ảnh     |
| --------------- | ---- | ---------- | ------ | ------------------- | ------------------------ | ------------ |
| Tháp Torrechiva |      | Torrechiva |        | RI-51-0011321       | ngày 25 tháng 6 năm 1985 | Upload image |

#### Traiguera
| Tên                                                      | Dạng                       | Địa điểm  | Tọa độ                                   | Số hồ sơ tham khảo? | Ngày nhận danh hiệu?     | Hình ảnh                                               |
| -------------------------------------------------------- | -------------------------- | --------- | ---------------------------------------- | ------------------- | ------------------------ | ------------------------------------------------------ |
| Real Santuario Virgen Salud (Ermita Virgen Fuente Salud) | Di tích Kiến trúc tôn giáo | Traiguera | 40°30′13″B 0°18′04″Đ / 40,5035°B 0,301°Đ | RI-51-0011580       | 16-02-2007               | Real Santuario de la Virgen de la Salud · Upload image |
| Recinto amurallado và ampliación abaluartada siglo XVII  |                            | Traiguera |                                          | RI-51-0011155       | ngày 25 tháng 6 năm 1985 | Upload image                                           |

### V

#### Vall de Almonacid(La Vall d'Almonesir)
| Tên               | Dạng                                | Địa điểm          | Tọa độ                                        | Số hồ sơ tham khảo? | Ngày nhận danh hiệu?     | Hình ảnh                             |
| ----------------- | ----------------------------------- | ----------------- | --------------------------------------------- | ------------------- | ------------------------ | ------------------------------------ |
| Lâu đài Almonecir | Di tích Kiến trúc phòng thủ Lâu đài | Vall de Almonacid | 39°54′17″B 0°26′48″T / 39,904622°B 0,446696°T | RI-51-0011000       | ngày 25 tháng 6 năm 1985 | Castillo de Almonecir · Upload image |

#### La Vall d'Uixó(La Vall d'Uixó)
| Tên                                     | Dạng                                                                           | Địa điểm    | Tọa độ                                        | Số hồ sơ tham khảo? | Ngày nhận danh hiệu?     | Hình ảnh                                                   |
| --------------------------------------- | ------------------------------------------------------------------------------ | ----------- | --------------------------------------------- | ------------------- | ------------------------ | ---------------------------------------------------------- |
| Nhà thờ Santo Ángel Custodio (Vall Uxó) | Di tích Kiến trúc tôn giáo Nhà thờ Kiến trúc: Kiến trúc Baroque và Tân cổ điển | Vall de Uxó | 39°49′23″B 0°14′13″T / 39,823044°B 0,236946°T | RI-51-0009739       | ngày 28 tháng 9 năm 2007 | Iglesia Parroquial del Santo Ángel Custodio · Upload image |
| Lâu đài Uxó                             |                                                                                | Vall de Uxó |                                               | RI-51-0011336       | ngày 25 tháng 6 năm 1985 | Upload image                                               |
| Tàn tích torre Cung điện Ducal          |                                                                                | Vall de Uxó |                                               | RI-51-0012266       | ngày 25 tháng 6 năm 1985 | Upload image                                               |
| Tháp Benizahat                          |                                                                                | Vall de Uxó |                                               | RI-51-0012130       | ngày 25 tháng 6 năm 1985 | Upload image                                               |
| Tháp Casota (Vall d'Uixó)               |                                                                                | Vall de Uxó |                                               | RI-51-0012325       | ngày 25 tháng 6 năm 1985 | Upload image                                               |
| Tháp Torrassa                           |                                                                                | Vall de Uxó |                                               | RI-51-0012142       | ngày 25 tháng 6 năm 1985 | Upload image                                               |
| Ciudad ibérica phòng thủ Punta d'Orleyl |                                                                                | Vall de Uxó |                                               | RI-51-0012250       | ngày 25 tháng 6 năm 1985 | Upload image                                               |
| Hang San José                           |                                                                                | Vall de Uxó |                                               | RI-51-0010531       | 04-05-2000               | Upload image                                               |
| Khu dân cư Ibero-romano San José        |                                                                                | Vall de Uxó |                                               | RI-55-0000620       | 13-12-1999               | Upload image                                               |

#### Vallibona
| Tên                                 | Dạng                                                                   | Địa điểm  | Tọa độ                                        | Số hồ sơ tham khảo? | Ngày nhận danh hiệu? | Hình ảnh                                                      |
| ----------------------------------- | ---------------------------------------------------------------------- | --------- | --------------------------------------------- | ------------------- | -------------------- | ------------------------------------------------------------- |
| Nhà thờ Asunción Virgen (Vallibona) | Di tích<Kiến trúc tôn giáo Kiểu: Kiến trúc Gothic Thời gian: Thế kỷ 13 | Vallibona | 40°36′12″B 0°02′47″Đ / 40,603242°B 0,046386°Đ | RI-51-0011171       | 03-12-2004           | Iglesia Parroquial de la Asunción de la Virgen · Upload image |

#### Vilafamés(Vilafamés)
| Tên                                                                                     | Dạng                        | Địa điểm                             | Tọa độ                                        | Số hồ sơ tham khảo? | Ngày nhận danh hiệu?     | Hình ảnh                                                                |
| --------------------------------------------------------------------------------------- | --------------------------- | ------------------------------------ | --------------------------------------------- | ------------------- | ------------------------ | ----------------------------------------------------------------------- |
| Nhà Babiloni-Bardoll                                                                    | Di tích Kiến trúc phòng thủ | Villafamés C/ Mesón                  | 40°06′48″B 0°03′16″T / 40,113408°B 0,054428°T | RI-51-0011560       | ngày 25 tháng 6 năm 1985 | Casa Babiloni-Bardoll · Upload image                                    |
| Lâu đài Villafamés và Nhà thờ Sangre (Villafamés)                                       | Di tích Kiến trúc phòng thủ | Villafamés                           | 40°06′47″B 0°03′17″T / 40,113056°B 0,054722°T | RI-51-0008792       | ngày 20 tháng 9 năm 1994 | Upload image                                                            |
| Escudo heráldico situado ở fachada Nhà Abadía (Villafamés)                              | Di tích Blasón              | Villafamés                           | 40°06′49″B 0°03′14″T / 40,113592°B 0,053985°T | RI-51-0011562       | ngày 25 tháng 6 năm 1985 | Escudo heráldico situado en la fachada de la Casa Abadía · Upload image |
| Tháp (Villafamés)                                                                       | Di tích                     | Villafamés C/ Iglesia, 18            | 40°06′47″B 0°03′15″T / 40,113019°B 0,054275°T | RI-51-0011559       | ngày 25 tháng 6 năm 1985 | Upload image                                                            |
| Tường thành con torres cuadradas adosadas và torre circular poblado ibérico Rincón Rata | Di tích Kiến trúc phòng thủ | Villafamés Barranco de los Estrechos | 40°08′15″B 0°04′15″T / 40,137457°B 0,070789°T | RI-51-0010174       | 26-11-1997               | Upload image                                                            |
| Vilafamés                                                                               | Khu phức hợp lịch sử        | Villafamés                           | 40°06′48″B 0°03′14″T / 40,113373°B 0,054014°T | RI-53-0000612       | 22-04-2005               | Villafamés · Upload image                                               |
| Nhà trú tạm Rupestre les Roques Mallasén                                                |                             | Villafamés                           |                                               | RI-51-0010781       | ngày 25 tháng 6 năm 1985 | Upload image                                                            |
| Nhà trú tạm Lâu đài (Villafamés)                                                        |                             | Villafamés                           |                                               | RI-51-0011561       | ngày 25 tháng 6 năm 1985 | Upload image                                                            |

#### Villafranca del Cid
| Tên                               | Dạng | Địa điểm            | Tọa độ | Số hồ sơ tham khảo? | Ngày nhận danh hiệu?     | Hình ảnh                                       |
| --------------------------------- | ---- | ------------------- | ------ | ------------------- | ------------------------ | ---------------------------------------------- |
| Covatina Tossalet Mas Rambla      |      | Villafranca del Cid |        | RI-51-0008776       | ngày 20 tháng 9 năm 1994 | Upload image                                   |
| Masía Fortificada Mas Roig        |      | Villafranca del Cid |        | RI-51-0012143       | ngày 25 tháng 6 năm 1985 | Upload image                                   |
| Masía Fortificada Tháp Don Blasco |      | Villafranca del Cid |        | RI-51-0012145       | ngày 25 tháng 6 năm 1985 | Upload image                                   |
| Masía Fortificada Tháp Fonso      |      | Villafranca del Cid |        | RI-51-0012144       | ngày 25 tháng 6 năm 1985 | Upload image                                   |
| Masía Fortificada Tháp Leandra    |      | Villafranca del Cid |        | RI-51-0012189       | 24-06-1985               | Upload image                                   |
| Masía Fortificada Mas Tena        |      | Villafranca del Cid |        | RI-51-0012190       | ngày 25 tháng 6 năm 1985 | Upload image                                   |
| Tháp Pobla Bellestar              |      | Villafranca del Cid |        | RI-51-0012251       | ngày 25 tháng 6 năm 1985 | Torre de la Pobla del Bellestar · Upload image |

#### Villarreal(Vila-real)
| Tên                                        | Dạng                        | Địa điểm                     | Tọa độ                                        | Số hồ sơ tham khảo? | Ngày nhận danh hiệu?     | Hình ảnh                                                     |
| ------------------------------------------ | --------------------------- | ---------------------------- | --------------------------------------------- | ------------------- | ------------------------ | ------------------------------------------------------------ |
| Quảng trường Vila Villarreal               | Di tích Cung điện porticada | Villarreal Plaza de la Villa | 39°56′14″B 0°06′03″T / 39,937347°B 0,100766°T | RI-51-0003923       | 07-12-1973               | Plaza de la Vila de Villarreal · Upload image                |
| Recinto amurallado (Villarreal)            | Di tích Kiến trúc phòng thủ | Villarreal                   | 39°56′13″B 0°06′05″T / 39,936865°B 0,101337°T | RI-51-0011253       | ngày 25 tháng 6 năm 1985 | Recinto amurallado · Upload image                            |
| Nhà thờ arciprestal San Jaime (Villarreal) | Di tích                     | Villarreal Calle San Antonio | 39°56′17″B 0°06′04″T / 39,938056°B 0,101111°T | RI-51-0009297       | 20-02-2004               | Iglesia arciprestal de San Jaime (Villarreal) · Upload image |

#### Vinaròs(Vinaròs)
| Tên                                       | Dạng | Địa điểm | Tọa độ                                        | Số hồ sơ tham khảo? | Ngày nhận danh hiệu?     | Hình ảnh                                      |
| ----------------------------------------- | --- | -------- | --------------------------------------------- | ------------------- | ------------------------ | --------------------------------------------- |
| Nhà thờ Nuestra Señora Asunción (Vinaroz) | Di tích Kiến trúc tôn giáo Kiến trúc: Kiến trúc Gothic-Kiến trúc Phục Hưng và portada Kiến trúc Baroque | Vinaroz  | 40°28′15″B 0°28′30″Đ / 40,47094°B 0,475087°Đ  | RI-51-0004296       | 14-10-1978               | Iglesia Arciprestal de Vinaroz · Upload image |
| Tháp Moros (Vinaroz)                      | Di tích Kiến trúc phòng thủ                                                                             | Vinaroz  | 40°30′17″B 0°25′53″Đ / 40,504652°B 0,431492°Đ | RI-51-0010763       | ngày 25 tháng 6 năm 1985 | Torre de los Moros · Upload image             |
| Tháp Sol Río                              | | Vinaroz  |                                               | RI-51-0010755       | 24-04-2002               | Upload image                                  |

#### Vistabella del Maestrazgo(Vistabella del Maestrat)
| Tên                                                           | Dạng                                                         | Địa điểm                                      | Tọa độ                                        | Số hồ sơ tham khảo? | Ngày nhận danh hiệu?     | Hình ảnh                                                                    |
| ------------------------------------------------------------- | ------------------------------------------------------------ | --------------------------------------------- | --------------------------------------------- | ------------------- | ------------------------ | --------------------------------------------------------------------------- |
| Lâu đài Boi (Vistabella Maestrazgo) Lâu đài Boy, Lâu đài Boyo | Di tích Kiến trúc phòng thủ                                  | Vistabella del Maestrazgo                     | 40°20′12″B 0°14′45″T / 40,336633°B 0,245776°T | RI-51-0012147       | ngày 25 tháng 6 năm 1985 | Upload image                                                                |
| Nhà thờ Asunción Nuestra Señora (Vistabella Maestrazgo)       | Di tích Kiến trúc tôn giáo Thời gian: Thế kỷ 16 và Thế kỷ 17 | Vistabella del Maestrazgo Plaza de la Iglesia | 40°17′38″B 0°17′31″T / 40,293901°B 0,29191°T  | RI-51-0009181       | ngày 28 tháng 9 năm 2007 | Iglesia parroquial de Nuestra Señora de la Asunción · Upload image          |
| Santuario San Juan Bautista Peñagolosa và Santa Bárbara       | Di tích Kiến trúc tôn giáo Thời gian: Thế kỷ 17 và Thế kỷ 18 | Vistabella del Maestrazgo                     | 40°15′03″B 0°21′16″T / 40,250968°B 0,354554°T | RI-51-0012191       | ngày 28 tháng 9 năm 2007 | Santuario de San Juan Bautista de Peñagolosa y Santa Bárbara · Upload image |
| Lâu đài và tường thành (Vistabella Maestrazgo)                | Di tích                                                      | Vistabella del Maestrazgo                     |                                               | RI-51-0012200       | ngày 25 tháng 6 năm 1985 | Upload image                                                                |

#### Viver
| Tên      | Dạng | Địa điểm | Tọa độ | Số hồ sơ tham khảo? | Ngày nhận danh hiệu?     | Hình ảnh     |
| -------- | ---- | -------- | ------ | ------------------- | ------------------------ | ------------ |
| Tháp Río |      | Viver    |        | RI-51-0011059       | ngày 25 tháng 6 năm 1985 | Upload image |